# Tallinnská televizní věž
Tallinnská televizní věž (estonsky Tallinna teletorn) je rozhledna s televizním a rozhlasovým vysílačem v estonském hlavním městě Tallinnu. Měří 314 metrů a je třetí nejvyšší stavbou v Estonsku. Nachází se ve čtvrti Pirita na severovýchodním okraji Tallinnu.
Výstavba probíhala v letech 1975–1979 a slavnostní otevření se uskutečnilo 11. července 1980. Vysílač byl vybudován pro přenosy z Letních olympijských her 1980, kdy se v Tallinnu konaly soutěže v jachtingu. V roce 2007 byla věž uzavřena pro veřejnost kvůli rekonstrukci a znovu byla zpřístupněna v dubnu 2012. Majitelem objektu je vysílací společnost Levira. Tallinnská televizní věž je členem World Federation of Great Towers.
Věž navrhli architekti David Baziladze a Juri Sinis. Vysílač tvoří 190 metrů vysoká věž ze železobetonu, na níž je umístěna 124 metrů vysoká kovová anténa. U základny má věž průměr 15,2 metru a postupně se zužuje, u její paty se nachází konferenční sál. Ve výšce 170 metrů nad terénem byla vybudována vyhlídková plošina, která nabízí panoramatický výhled na město Tallinn a Finský záliv. Vedou na ni dva výtahy a návštěvníci mohou využít také zdejší restauraci. Celková hmotnost stavby se odhaduje na více než 20 000 tun. 
Za srpnového puče v roce 1991 se vojáci z Pskovské divize sovětského výsadkového vojska pokusili obsadit vysílač, ale obyvatelé Tallinnu je zahnali. V reakci na tento incident estonský parlament vzápětí odhlasoval deklaraci o nezávislosti země.